# Hermann Vogel (Apotheker)
Hermann Rudolf Joachim Vogel (* 22. Oktober 1934 in München) ist ein deutscher Apotheker und Ehrenpräsident der Bayerischen Apothekerkammer.

## Leben
Hermann Vogel wurde 1934 als zweites Kind des Apothekers Hermann Vogel (1889–1963) und dessen Frau Hilde (1905–1985, geborene Schmidt) in München geboren. Er wuchs zusammen mit seiner älteren Schwester Hildegard (* 1932) in einer konservativ-evangelisch geprägten Familie auf. Nach Abitur, Studium und Promotion in München gründete er 1961 die Kranich Apotheke in München. Nach dem Tod seines Vaters im Jahre 1963 pachtete er bis zum Tod seiner Mutter 1985 die väterliche Winthir Apotheke. Von 1985 bis zum 30. September 1996 war er deren Inhaber. Am 1. Oktober 1996 übergab er die Winthir Apotheke an seinen ältesten Sohn Hermann Vogel junior und übernahm selbst erneut die Kranich Apotheke, die von 1963 bis 1996 im Besitz seiner Frau, der Apothekerin Renate Vogel, gewesen war. Am 31. Dezember 2004 beendete er nach über 40 Jahren seine Tätigkeit als selbständiger Apotheker.

## Berufspolitische Tätigkeit
Seit dem Beginn seiner beruflichen Tätigkeit übernahm Hermann Vogel ehrenamtlich Verantwortung innerhalb des Berufsstandes der Bayerischen Apotheker. So war seit 1966 Mitglied des Vorstandes des Bayerischen Apothekervereins. 1974 wurde er zum Präsidenten der Bayerischen Apothekerkammer gewählt und bis 1998 insgesamt fünfmal bestätigt. Des Weiteren bekleidete er von 1984 bis 2000 das Amt des Vizepräsidenten der Bundesapothekerkammer. Durch die Privatisierung des Versicherungsbereiches der damaligen Bayerischen Versicherungskammer (BVK) wird auch die Bayerische Apothekerversorgung seit 1. Januar 1995 durch die Bayerische Versorgungskammer verwaltet; mit Hermann Vogel wurde erstmals ein Vertreter des Berufsstandes Vorsitzender des Landesausschusses (zuvor war dies der Präsidenten der BVK). Vogel übte das Amt bis 1999 aus.
Zusätzlich engagiert er sich bis heute in der Pharmazie-Historie und den „berufshistorischen“ Gremien der Apotheker. So war er von 1990 bis 2014 Vorsitzender des Vorstandes der Deutschen Apothekenmuseums-Stiftung. Er initiierte 1997 die Lesmüller-Stiftung und war bis 1998 der Vorsitzende des Stiftungsvorstandes; seither ist er Vorsitzender des Stiftungsrates.

## Tätigkeit als Autor
Nach dem Rückzug aus den berufspolitischen Gremien betätigte sich Hermann Vogel auch als Autor. Neben seinen berufspolitischen Werken Mixtum Compositum und Mixtura Composita schrieb er 2009 ein Buch über den Bildhauer und Krippenbauer Sebastian Osterrieder.

## Privates
Hermann Vogel ist seit 1963 mit der Apothekerin Renate Vogel, geb. Kaess, verheiratet. Aus der Ehe sind 5 Kinder und 10 Enkelkinder hervorgegangen.

## Werke
- Hermann Vogel: Mixtum Compositum, Govi Verlag, Eschborn 1998, 482 Seiten, ISBN 978-3-7741-0697-0.
- Hermann Vogel: Sebastian Osterrieder, Kunstverlag Josef Fink, Lindenberg 2009, 208 Seiten, ISBN 978-3-89870-562-2.

## Auszeichnungen
- Bundesverdienstkreuz am Bande 1982
- Bundesverdienstkreuz 1. Klasse 1989
- Bayerischer Verdienstorden 23. Juli 1997
- Fritz-Ferchl-Medaille[2]
- Hans-Meyer-Medaille 2001[3]
- Lesmüller-Medaille 2005[4]
- Ehrensenator des Deutschen Apothekenmuseums 2013